# غلتشهران (غودرزي)
غلتشهران (بالفارسية: گلچهران) هي مستوطنة تقع في إيران في قسم غودرزي الريفي. يقدر عدد سكانها بـ 757 نسمة .